# SATCOM(衛星通信):未来の無人航空機通信ネットワーク
『SATCOM(衛星通信):未来の無人航空機通信ネットワーク』（SATCOM, The Future UAV Communication Link）は、英国の物理学者ニック・バルアが2024年に書かれた書籍である。

## 概要
無人航空機 (UAV) は、世界規模の衛星通信 (SATCOM) を使用して、重要な情報、監視、偵察 (ISR) データをリアルタイムで中継できる。この最先端の技術は、交通監視、ペイロードの配送、困難な地形での監視に使用されている。無人航空機 SATCOM(衛星通信) は、ISR データを意思決定者に迅速に提供するために不可欠である。将来的には、無人航空機 向け SATCOM(衛星通信) の将来は、自律性と安全基準の進歩、災害後の評価における役割の拡大が期待されており、大きな期待が寄せられている。